# Idorys Díaz
Idorys Díaz León (...) è un'ex schermitrice cubana.

## Palmarès
In carriera ha conseguito i seguenti risultati:
- Giochi Panamericani:

Mar del Plata 1995: oro nel fioretto a squadre ed argento individuale.